# Argyrocottus zanderi
Argyrocottus zanderi és una espècie de peix pertanyent a la família dels còtids i l'única del gènere Argyrocottus.

## Descripció
- Fa 9 cm de llargària màxima.[2][3]

## Hàbitat
És un peix marí, demersal i de clima temperat que viu entre 0-85 m de fondària.

## Distribució geogràfica
Es troba al Pacífic nord-occidental: des de Hokkaido (el Japó) fins al sud de les illes Kurils i el nord del mar del Japó.

## Observacions
És inofensiu per als humans.